# John Dollard
John S. Dollard (* 29. August 1900 in Menasha, Wisconsin; † 8. Oktober 1980 in New Haven, Connecticut) war ein US-amerikanischer Psychologe und Sozialwissenschaftler. Er ist u. a. wegen der Frustrations-Aggressions-Hypothese und seinen soziologischen Untersuchungen bekannt.

## Leben
Dollard studierte Handelswissenschaften und Englisch an der University of Wisconsin. Danach erlangte er an der Universität von Michigan in Chicago 1931 im Fach Soziologie den Doktorgrad. Seine Promotion wurde von W. F. Ogburn betreut.
Er interessierte sich für die Psychoanalyse und reiste deshalb nach Deutschland, um am Psychoanalytischen Institut in Berlin eine Ausbildung zum Psychoanalytiker zu absolvieren. Sein Lehranalytiker war Hanns Sachs.
Nach dieser Ausbildung kehrte Dollard in die USA zurück, um dann an der Yale University zu arbeiten. Dort war er Mitarbeiter am Institute of Human Relations und lehrte Soziologie, Anthropologie und Psychologie. Er wurde zu einem Schüler des Behavioristen Clark L. Hull.
1951 wurde Dollard in die American Academy of Arts and Sciences gewählt. Im Jahr 1969 emeritierte er.

## Werk
Dollard führte u. a. 1937 eine Analyse der gesellschaftlichen Struktur einer Stadt in den Südstaaten durch. Dies galt zur damaligen Zeit als mutig – so wurde die Veröffentlichung dieser Untersuchung u. a. im US-Bundesstaat Georgia als Reaktion darauf verboten.
Heute ist Dollard in Bezug auf die Frustrations-Aggressions-Theorie als Mitarbeiter der sogenannten Yale-Gruppe (zusammen mit Leonard Doob, Neal E. Miller, Robert R. Sears und O. H. Mowrer) bekannt, die 1939 veröffentlicht wurde.
Die Mitglieder der Yale-Gruppe versuchten, psychoanalytische und behavioristische Konzepte miteinander zu verbinden.
Weiterhin erstreckten sich seine Forschungsinteressen auf die Gebiete des sozialen Lernens, der Psychotherapieforschung und der der Persönlichkeit.

## Schriften (Auswahl)
- John Dollard: Caste and Class in a Southern Town. Yale University Press, New Haven 1937.
- John Dollard, Leonhard W. Doob, Neal E. Miller, Orval H. Movrer und Robert R. Sears: Frustration and aggression. Yale University Press, New Haven 1939.
- John Dollard und Neal E. Miller: Social Learning and Imitation. Yale University Press, 1941.
- John Dollard: Fear in Battle. Yale University Press, 1943.